# Pathum Wan
Pathum Wan (en tailandés: ปทุมวัน, se pronuncia [pā.tʰūm wān]) es uno de los 50 distritos de Bangkok, Tailandia. 
Está limitado por otros siete distritos (desde el norte en sentido horario):  Ratchathewi (cruzando el canal Khlong Saen Saep), Watthana, Khlong Toei, Sathon, Bang Rak, Pom Prap Sattru Phai (cruzando el Khlong Phadung Krung Kasem) y Dusit.

## Historia
El distrito fue establecido en 1914. Lleva su nombre por el templo budista Wat Pathum Wanaram (literalmente llamado el Templo del Bosque de Loto) y el cercano Sa Pathum Palace (Palacio del Estanque de Loto). Ambos construidos en honor del rey Mongkut (Rama IV) y llevan sus nombres debido a una abundancia de loto en el canal Saen Saep.